# داني بون
داني بون (بالفرنسية: Dany Boon)‏
```
(و. 
1966
 – 
م
)
[
4
]
 هو 
ممثل
، 
ومخرج سينمائي
، 
وكاتب سيناريو
 من 
فرنسا
.
[
5
]
```

## التعليم
تعلم في مدرسة رينيه سيمون للفنون الدرامية ‏

## جوائز
حصل على جوائز منها:
- وسام جوقة الشرف من رتبة فارس
- قائد الفنون والآداب.

## روابط خارجية
- داني بون على موقع IMDb (الإنجليزية)
- داني بون على موقع مونزينجر (الألمانية)
- داني بون على موقع قاعدة بيانات الأفلام العربية
- داني بون على موقع قاعدة بيانات الأفلام العربية
- داني بون على موقع ألو سيني (الفرنسية)
- داني بون على موقع ميوزك برينز (الإنجليزية)
- داني بون على موقع أول موفي (الإنجليزية)
- داني بون على موقع قاعدة بيانات الأفلام السويدية (السويدية)
- داني بون على موقع ديسكوغز (الإنجليزية)
- داني بون على موقع قاعدة بيانات الفيلم (الإنجليزية)